# Amaurornis akool
Amaurornis akool е вид птица от семейство Rallidae.

## Разпространение
Видът е разпространен във Виетнам, Индия, Китай, Мианмар, Непал, Пакистан и Хонконг.